# مات سوندرز
مات سوندرز (بالإنجليزية: Matt Saunders)‏ هو رسام وفنان ومصور أمريكي، ولد في 1975 في تاكوما في الولايات المتحدة.